# 朱卫华
朱卫华（1916年4月12日—2005年6月24日），原名蔚华，字文藻，山西省五台县东冶镇人，中华人民共和国政治人物。

## 生平

### 民国时期
早年考至川至中学。1934年秋，经王堪介绍，加入中国共产党，并通过读书会宣传共产主义。1935年，考入太原进山中学，参加革命运动。1937年8月，参加洪水领导的五台四区动委会，不久担任中共四区区委组织委员、后担任区委书记。
1939年后，任五台县委宣传部长、副书记。1944年7月至1945年1月，任中共五台县委书记。1945年1月，调任晋察冀二地委宣传部长。第二次国共内战期间，历任中共冀晋区党委宣传部副部长，灵丘县土改工作队队长兼区委书记，北岳区党委党校副校长。

### 共和国时期
中华人民共和国成立后，任察哈尔省省委委员、秘书长；1952年5月16日，经中共山西省委会议决定，朱卫华担任中共大同市委第一书记（徐志远任第二书记、李铁生任第三书记）。11月，兼任山西省委委员。1955年3月，兼任大同市政协第一届委员会主席。1955年8月，任山西省委常委、组织部部长；1956年8月，任第一届山西省委书记处书记、省监委书记。
文化大革命期间，下放农村劳动；1971年4月恢复工作，任阳曲县委副书记、县革委主任；1972年8月任省革委常委、副秘书长。
1976年，任山西省政协副主席；1979年3月，任省委书记（任至1983年3月）、省纪委第一书记（任至1985年7月）、山西省政协副主席（任至1986年）。1996年2月离职休养。2005年6月24日，因病于太原去世。